# Stati malesi federati
Gli Stati malesi federati furono una federazione di quattro stati della penisola malese - Selangor, Perak, Negeri Sembilan e Pahang - sotto la protezione britannica istituita dal governo britannico nel 1895 e che durò fino al 1946, quando, insieme a due ex Stabilimenti dello Stretto (Malacca e Penang) e agli Stati malesi non federati, formarono l'Unione malese. Due anni più tardi, l'Unione divenne la Federazione della Malesia e, infine, nel 1963 la Malaysia attuale con l'ammissione del Borneo del Nord (oggi Sabah), Sarawak e Singapore.
Il Regno Unito era responsabile degli affari esteri e della difesa della Federazione, mentre gli stati continuarono a essere responsabili delle loro politiche interne. Il residente generale avrebbe potuto dare consigli su questioni di politica interna e gli stati erano obbligati da un trattato a seguire questi consigli. La capitale della Federazione era Kuala Lumpur che continuava ad essere anche capitale del Selangor. Il primo residente generale fu Sir Frank Swettenham.
La federazione, insieme agli altri stati malesi e possedimenti britannici della penisola, venne invasa e occupata dai giapponesi durante la seconda guerra mondiale. Dopo la liberazione della Malesia, avvenuta dopo la resa del Giappone, la federazione non fu ripristinata, ma la forma di governo federale venne mantenuta come modello principale per formare la Federazione della Malesia prima e la Malaysia poi.

## Stati costituenti e primo durbar
Anche se il residente generale era il vero amministratore della federazione, ciascuno dei quattro Stati costituenti manteneva i rispettivi governanti ereditari. Alla formazione della federazione i regnanti erano Sulaiman di Selangor, Idris Shah I di Perak, Muhammad di Negeri Sembilan e Ahmad al-Muadzam Shah di Pahang.
Nel 1897 fu convocato il primo durbar nella città reale di Kuala Kangsar nel Perak. Ciò costituì la base per la nascita della Conferenza dei regnanti che fu creata ai sensi dell'articolo 38 della Costituzione della Malesia il 27 agosto del 1957.

## Bandiera e stemma della Federazione

### Bandiera

1:2. Bandiera degli Stati malesi federati.

La Federazione ebbe una bandiera proprio fino al suo scioglimento nel 1946. La bandiera era costituita da quattro strisce di diverso colore, da cima a fondo: bianco, rosso, giallo e nero. Le diverse combinazioni di questi colori rappresentavano i quattro stati che formavano la Federazione - rosso, nero e giallo per Negeri Sembilan; bianco e nero per Pahang; nero, bianco e giallo per Perak e rosso e giallo per Selangor. Lo stesso criterio venne utilizzato per elaborare l'attuale stemma della Malesia. Nel mezzo vi era cerchio oblungo con una tigre malese.
Il Museo di storia nazionale che si trova vicino al Dataran Merdeka a Kuala Lumpur espone una replica della bandiera della federazione.

### Stemma
Lo stemma della Federazione era costituito da uno scudo tenuto da due tigri. Sulla parte superiore dello scudo vi era una corona (noto come corona orientale nell'araldica inglese), che simboleggiava la federazione di monarchie sotto la protezione del Regno Unito. Sotto vi era un cartiglio con la scritta in jawi "Dipelihara Allah" (sotto la protezione di Allah).
Le combinazioni dei quattro colori dello scudo rappresenta i colori delle bandiere degli stati.
La frase "Dipelihara Allah" è ancora il motto statale dello Stato di Selangor.

### Bandiera navale

Bandiera navale degli Stati malesi federati.

Oltre a una bandiera di stato, la Federazione aveva anche un jack navale per l'impiego su navi di Stato. Il jack, con i quattro colori della Federazione, fu trasportato dalla HMS Malaya, comandata dal capitano Boyle sotto il 5º Squadrone di battaglia della Grand Fleet, durante la battaglia dello Jutland nel mare del Nord. Questo fu il più grande e l'unico scontro su larga scala di navi da battaglia durante la prima guerra mondiale.

## Il trattato della Federazione e amministrazione

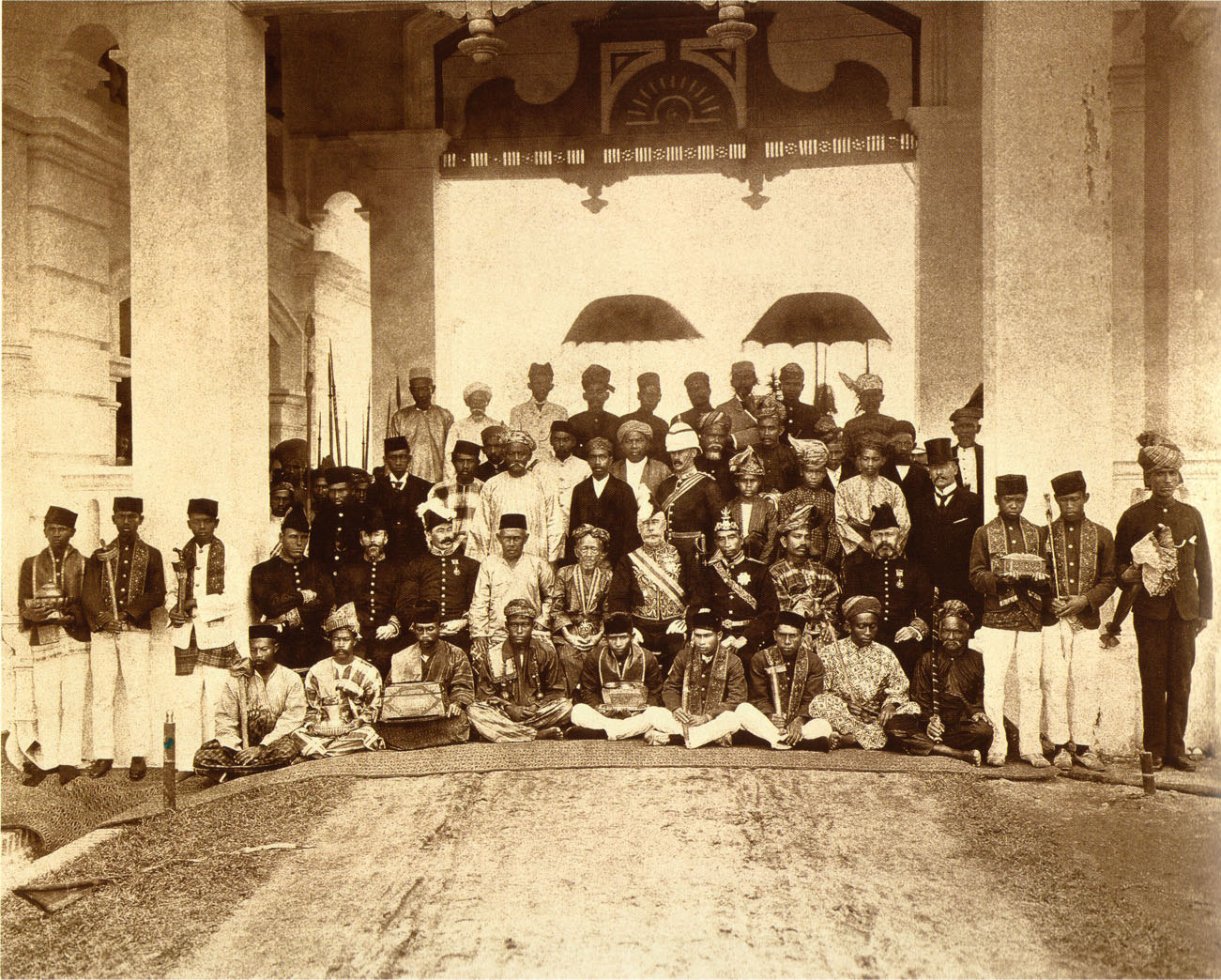
I sovrani al primo durbar di Kuala Kangsar.

### Protettorato britannico
Il protettorato degli Stati malesi federati venne istituito nel 1895 dopo che i quattro regnanti di Selangor, Perak, Negeri Sembilan e Pahang accettarono di federarsi e centralizzare l'amministrazione. Il formale Trattato della Federazione fu redatto e firmato il 1º luglio 1896. Con questo trattato e l'accettazione del sistema dei residenti britannici già in vigore per i singoli stati, la Federazione fu ufficialmente trasformata in un protettorato nominalmente indipendente dal Regno Unito e che non deve essere confuso con i vicini possedimenti britannici degli Stabilimenti dello Stretto e con gli Stati malesi non federati.
Con il trattato della Federazione i regnanti accettarono che il loro potere politico fosse sottoposto all'autorizzazione dei rispettivi residenti. Tuttavia, il Regno Unito si impegnò a non interferire in materia di tradizioni malesi e religione islamica.

### Struttura della Federazione
Fu istituito un sistema ben ordinato della pubblica amministrazione, i servizi pubblici vennero estesi e venne sviluppata la produzione di gomma e stagno.

#### Consiglio federale
Nel 1898 i britannici istituirono il Consiglio federale per amministrare la Federazione. Il Consiglio era presieduto dall'alto commissariato (il governatore degli Stabilimenti dello Stretto), assistito dal residente generale, dai sovrani, dai quattro residenti e da quattro membri nominati non ufficiali. Tale organo rimase attivo fino all'invasione giapponese iniziata l'8 dicembre 1941.

##### Elenco dei residenti generali (1896–1911)
Dal 1896 al 1936 il vero potere era nelle mani del residente generale, più tardi noto come segretario capo della Federazione.
- Sir Frank Swettenham Athelstane (1896 - 1901)
- Sir William Hood Treacher (1901 - 1904)
- Sir William Thomas Taylor (1904 - 1910)
- Sir Arthur Henderson giovane (1910 - 1911)

##### Elenco dei primi segretari al governo (1911-1936)

Bandiera del Primo segretario al governo.

- Sir Edward Lewis Brockman (1911 - 1920)
- Sir William George Maxwell (1920 - 1926)
- Sir William Peel (1926 - 1930)
- Charles Walter Hamilton Cochrane (1930 - 1932)
- Sir Andrew Caldecott (1932 - 1934)
- Malcolm Bond Shelley (1934 - 1935)
- Marcus Rex (1935 - 1936)

##### Elenco dei segretari federali (1936-1942)
Dopo il 1936 il segretario federale non fu altro che un ufficiale di coordinamento, sotto l'autorità dell'alto commissario che era sempre il governatore degli Stabilimenti dello Stretto.
- Christopher Dominic Ahearne (1936 - 1939)
- Hugh Fraser (1939 - 1942)

#### Consiglio di Stato
Negli Stati malesi federati il singolo Stato era ancora governato dal sovrano ma ora questo era assistito dal Consiglio di Stato. Quest'organo era composto dal ministro residente (o in certi casi dal segretario residente), dai capi indigeni e dai rappresentanti della comunità cinese nominati dal monarca. Il Consiglio discuteva le questioni di interesse per ogni rispettivo Stato come le questioni legislative e amministrative, nonché la revisione di tutte le sentenze di pena capitale. A portare avanti il lavoro amministrativo era il residente e il suo staff (per lo più costituito da europei e malesi).

##### Elenco dei residenti

###### Selangor
- James Guthrie Davidson (1875 - 1876)
- Bloomfield Douglas (1876 - 1882)
- Frank Athelstane Swettenham (1882 - 1884)
  - John Pickersgill Rodger (1ª volta) (1884 - 1888) (facente funzione)
- William Edward Maxwell (1889 - 1892)
- William Hood Treacher (1892 - 1896)
- John Pickersgill Rodger (2ª volta) (1896 - 1902)
- Henry Conway Belfield (1902 - 1910)
- Reginald George Watson (1910 - 1913)
- Edward George Broadrick (1913 - 1919)
- Arthur Henry Lemon (1919 - 1921)
- Oswald Francis Gerard Stonor (1921 - 1926)
- Henry Wagstaffe Thomson (1926 - 1927)
- James Lornie (1927 - 1931)
- G. E. Cater (1932 - 1933)
- George Ernest Londra (1933 - 1935)
- Theodore Samuel Adams (1935 - 1937)
- Stanley Wilson Jones (1937 - 1939)
- G. M. Kidd (1939 - 1941)
  - Norman Rowlstone Jarrett (1941) (ad interim)

###### Perak
- James Wheeler Woodford Birch (1874 - 1875)
- James Guthrie Davidson (1876 - 1877)
- Sir Hugh Low (1877 - 1889)
- Frank Athelstane Swettenham (1889 - 1896)
- William Hood Treacher (1896 - 1902)
- John Pickersgill Rodger (1902 - 1903)
- Ernest Woodford Birch (1905 - 1910)
- Henry Conway Belfield (1910 - 1912)
  - William James Parke Hume (1ª volta) (1912 - 1913) (facente funzione)
- Reginald George Watson (1913 - 1919)
- George Maxwell (1919 - 1920)
- William James Parke Hume (2ª volta) (1920 - 1921)
- Cecil William Chase Parr (1921 - 1926)
- Oswald Francis Gerard Stonor (1926 - 1927)
- Henry Wagstaffe Thomson (1927 - 1929)
- Charles Walter Hamilton Cochrane (1929 - 1930)
- Bertram Walter Elles (1931 - 1932)
- G. E. Cater (1932 - 1939)
- Marcus Rex (1939 - 1941)

###### Negeri Sembilan
- Martin Lister (1ª volta) (1888 - 1891)
- W. F. B. Paul (1891 - 1894)
- Robert Norman Bland (1894 - 1895)
- Martin Lister (2ª volta) (1895 - 1897)
- Ernest Woodford Birch (1898 - 1901)
- Henry Conway Belfield (1901 - 1902)
- Walter Egerton (1902 - 1903)
- Douglas Graham Campbell (1904 - 1910)
- Richard James Wilkinson (1910 - 1911)
- Arthur Henry Lemon (1912 - 1919)
  - J. R. O. Aldworth (ad interim) (1919 - 1921)
- Edward Shaw tubo (1921 - 1925)
- Ernest Charteris Holford Wolff (1925 - 1928)
- James William Simmons (1928 - 1932)
- John Whitehouse Ward Hughes (1932 - 1937)
- Gordon Lupton Ham (1937 - 1939)
- John Vincent Cowgill (1939 - 1941)

###### Pahang
- John Pickersgill Rodger (1888 - 1896)
- Hugh Clifford (1ª volta) (1896 - 1900)
- Arthur Butler (1900 - 1901)
  - D. H. Wise (1901) (ad interim)
- Hugh Clifford (2ª volta) (1901 - 1903)
- Cecil Wray (1905 - 1908)
  - Harvey Chevallier (1908 - 1909) (ad interim)
- Edward Lewis Brockman (1909 - 1910)
- Warren Delabere Barnes (1910 - 1911)
- Edward John Brewster (1911 - 1917)
- Cecil William Chase Parr (1917 - 1921)
  - F. A. S. McClelland (ad interim) (1921 - 1922)
- Henry Wagstaffe Thomson (1922 - 1926)
- Arthur Furley Worthington (1926 - 1929)
- C. F. J. Green (1929 - 1930)
- Hugh Goodwin Russell Leonard (1931 - 1935)
- C. C. Brown (1935 - 1941)

#### Suddivisioni amministrative
Ai fini di un'amministrazione più efficiente, tutti gli Stati della federazione vennero ulteriormente suddivisi in distretti (in malese: daerah). Ogni distretto era amministrato da un ufficio distrettuale (in malese: pejabat daerah) guidato da un funzionario distrettuale (in malese: pegawai daerah).

Perak

Capitale: Taiping

Distretti:
1. Hulu Perak (Perak superiore)
2. Selama
3. Larut
4. Kerian
5. Matang
6. Kuala Kangsar
7. Kinta
8. Hilir Perak (Perak inferiore)
9. Batang Padang
Note:
1. I territori di Dinding e dell'isiola di Pangkor vennero ceduti agli inglesi che li annessero agli Stabilimenti dello Stretto. Furono restituiti al Perak nel febbraio del 1935.
2. Nel 1935 la capitale del Perak fu trasferita a Ipoh.

Selangor

Capitale: Kuala Lumpur (capitale anche della Federazione)

Distretti:
10. Hulu Selangor
11. Kuala Selangor
12. Kuala Lumpur
13. Klang
14. Hulu Langat
15. Kuala Langat

Negeri Sembilan

Capitale: Seremban

Distretti:
16. Seremban
17. Port Dickson (distretto costiero)
18. Jelebu
19. Kuala Pilah
20. Tampin
Note:
Tanjung Tuan (nota anche come Capo Rachado) era un possedimento olandese (fino al 1641 portoghese) passato agli inglesi nel 1824. Tuttora costituisce un'exclave di Malacca.

Pahang

Capitale: Kuala Lipis

Distretti:
21. Lipis
22. Raub
23. Bentong
24. Temerloh
25. Kuantan
26. Pekan
Note:
La capitale del Pahang fu Kuala Lipis fino al 1953 quando venne trasferita a Kuantan.

## Giustizia
La prima Corte Suprema venne istituita nel 1906 ed era diretta dal Commissario giudiziale alla quale era conferita l'autorità giudiziaria suprema. Il titolo di commissario giudiziale venne mutato in giudice capo nel 1925.

### Commissari giudiziari
- Lawrence Colvile Jackson (1906 - 1913)
- Sir Thomas de Multon Lee Braddell (1913 - 1917)
- Sir G. Aubrey Goodman (1919 - 1920)
  - Sir John Robert Innes (1920) (ad interim)
- Sir Lionel Mabbot Woodward (1921 - 1925)

### Giudici capo
- Sir Henry Hessey Johnston Gompertz (1925-1929)
- Sir Lancelot Henry Elphinstone (1929 - 1932)
- Sir Samuel Joyce Thomas (1933 - 1937) [3]
- Sir Roger Evans Hall (1937 - ?) [4]
- Kenneth Elliston Poyser (? - 1941)
- Sir Harry Herbert Trusted (1941 - 1945)

## Economia
Nel periodo precedente la formazione della Federazione la valuta corrente era il dollaro dello Stretto emanato dal Consiglio dei commissari di valuta. Essendosi deprezzata nel corso del tempo, nel 1906 venne legata alla sterlina britannica. Nel 1939 il governo britannico introdusse una nuova moneta, il dollaro malese (ringgit in malese) da utilizzare in Malaysia e nel Brunei al posto del dollaro ma con lo stesso valore nominale. Il taglio più piccolo era di un centesimo e quello più grande di mille dollari e mantenne sempre un cambio fisso.
Le principali attività economiche della Federazione erano l'agricoltura, le miniere e la produzione di gomma. La Malaysia nel suo complesso era il principale fornitore principale di stagno e gomma per le necessità industriali. Le piantagioni di caucciù erano presenti in tutti e quattro gli stati e lo stagno era estratto principalmente nella valle del Klang nel Selangor e nella valle del Kinta nel Perak. Queste attività economiche ad alta intensità di lavoro spinsero gli inglesi a portare braccianti immigrati dal sud dell'India per lavorare nelle piantagioni e lavoratori dalla Cina meridionale per lavorare in miniera.
La condizione economica nel periodo può essere classificato in avanzo, dato che il reddito della Federazione era più elevato delle spese. Nel periodo successivo, molte risorse vennero investite nello sviluppo della città di Kuala Lumpur, la capitale della federazione. Questo periodo vide anche una rapida crescita in termini di infrastrutture di comunicazione interstatali. Per esempio fu creata una ferrovia a scartamento ridotto tra Penang e Singapore e il porto di Swettenham (oggi Port Klang). Vennero aperte scuole pubbliche e istituzioni accademiche e fu migliorata la salute pubblica. Una zona della città venne dedicata esclusivamente ai cittadini malesi e prese il nome di Kampung Baru. Furono costruiti diversi edifici pubblici come la stazione ferroviaria, il complesso Bangunan Sultan Abdul Samad (sede degli uffici di governo) e la moschea di Jamek.
La tabella e la sezione di seguito illustrano la crescita economica della federazione e dei suoi stati membri.
Nota: Tutti i valori sono in dollari dello Stretto (un dollaro equivaleva a due scellini e quattro pence della sterlina britannica). I dati del Pahang sono presenti solo dal 1890 in poi.
Ref: Harrison, Cuthbert Woodville. An Illustrated Guide to the Federated Malay States. 1923

### Selangor
Le entrate del Selangor nel 1875 ammontavano a soli $ 115 656; nel 1905 raggiunsero i $ 8 857 793. Di quest'ultima somma $ 3 195 318 derivavano dall'esportazione di stagno, $ 1 972 628 dalla finanza e dalle entrate federali e $ 340 360 da rendite agricole. Le entrate statali derivavano in gran parte dalle fattorie e dai dazi sull'importazione di oppio e liquori. La spesa nel 1905 era pari a $ 7 186 146, di cui somma $ 3 717 238 per spese federali e $ 1 850 711 per i lavori pubblici. Il valore delle importazioni nel 1905 fu di $ 24 643 619 e quello delle esportazioni fu di $ 26 683 316, per un totale di $ 51 326 935 pari a £ 5 988 000. Lo stagno era l'esportazione principale. La quantità esportata nel 1905 fu di 17 254 tonnellate. La superficie totale dei terreni minerari alla fine del 1905 era pari a 65 573 acri (265 km²).

### Perak
Le entrate del Perak nel 1874 erano pari a $ 226 333. Nel 1905 ammontavano a $ 12 242 897. Di quest'ultima somma $ 4 876 400 derivavano dall'esportazione di stagno, $ 2 489 300 dalle entrate ferroviarie, $ 505 300 dalle rendite terriere e $ 142 800 dalle entrate postali e telegrafiche. Il resto derivava principalmente dalle fattorie di reddito, che venivano affittate per pochi anni, trasmettendo al locatario il diritto di riscuotere i dazi sull'importazione di oppio, vino e liquori, di mantenere banchi dei pegni e di mantenere case da gioco pubbliche autorizzate per l'utilizzo unicamente dei non malesi. La spesa nel 1905 fu di $ 10 141 980. Di questa somma, $ 4 236 000 vennero utilizzati per la costruzione e manutenzione delle linee ferroviarie e $ 2 176 100 per altre opere pubbliche. Il valore delle importazioni del Perak nel 1905 fu di oltre $ 20 000 000 e quello delle esportazioni superò i $ 40 000 00, per un totale di oltre $ 60 000 000 pari a circa sette milioni di sterline. La quantità di stagno esportata dal Perak aumentò dalle 18 960 tonnellate, per un valore di $ 23 099 506 del 1899, alle 26 600 tonnellate, per un valore di $ 35 500 000, nel 1905. Il carattere fluttuante della produzione era causato dell'incertezza sull'offerta di lavoro. La popolazione mineraria era reclutata esclusivamente nei distretti della Cina meridionale e in certi anni la richiesta di lavoratori cinesi aumentò anche nell'Indocina francese, nelle colonie olandesi e in Sudafrica influenzando negativamente l'immigrazione nello stretto di Malacca. Anche le uscite risentivano del prezzo dello stagno, che era di $ 32,20 per picul (un picul equivale a 60,478982 chilogrammi) nel 1896. Nel 1898 salì a $ 42,96, nel 1900 a $ 74,15 e nel 1905 a $ 80,60. Oltre allo stagno, il Perak esportò gomma per $ 108 000, copra per $ 181 000, pelli per $ 54 000, patchouli per $ 48 000 e notevoli quantità di legname e altri prodotti giungla.

### Negeri Sembilan
Le entrate del Negeri Sembilan ammontavano a soli $ 223 435 nel 1888. Dieci anni dopo erano aumentate a $ 701 334, nel 1900 a $ 1 251 366 e nel 1905 a $ 2 335 534. Le entrate per il 1905 derivarono principalmente come segue: - dogane per $ 1 268 602, rendite terriere per $ 145 475, vendite di terreni per $ 21 407, mentre le aziende agricole contribuirono con $ 584 459. La spesa nel 1905 fu pari a $ 2 214 093, di cui $ 1 125 355 vennero utilizzati per opere pubbliche. I ritorni commerciali del 1905, che però non sono completi, mostrato un valore complessivo di circa $ 13 000 000. Il valore dello stagno esportato durante il 1905 superò i $ 6 900 000. Il valore dei prodotti agricoli esportati fu di $ 211 000 per il gambier (un estratto della pianta Uncaria gambir) e $ 80 000 per il dammar.

### Pahang
Le entrate del Pahang nel 1899 ammontavano a soli $ 62 077; nel 1900 salirono a $ 419 150 e cinque anni dopo a $ 528 368. Le spese nel 1905 furono pari a $ 1 208 176. Di questa somma $ 736 886 furono spesi per opere pubbliche. Il Pahang era ancora una fonte di spesa per la Federazione, dato che il suo progresso venne ritardato dalle perturbazioni politiche che durarono dal dicembre 1891 al 1895, con brevi intervalli di pace. Nonostante ciò, il fatturato era in costante aumento e il successo finanziario finale dello Stato era dato per certo. Il Pahang doveva qualcosa di più di $ 3 966 500 al Selangor e di $ 1 175 000 al Perak, che avevano finanziato per alcuni anni il disavanzo del sultanato. Il valore delle importazioni nel 1905 fu di $ 1 344 346 e quello delle esportazioni di $ 3 838 928, facendo così un valore commerciale totale di $ 5 183 274. L'esportazione di maggior valore era lo stagno, il cui valore nel 1905 fu di $ 2 820 745. Il valore della gomma esportata superò i $ 140 000, quello del pesce essiccato e salato fu pari a quasi $ 70 000 e quello del legno a $ 325 000.

## Storia militare

### Prima guerra mondiale
Vista la minaccia dell'Impero tedesco, la Royal Navy era alla ricerca di finanziamenti. Come contributo il governo e il popolo della Federazione accettarono di finanziare la messa in funzione della HMS Malaya; la mozione fu proposta nel 1913 al Consiglio federale dal sultano di Perak e venne sostenuta anche dal sultano di Selangor. La corazzata, che costò $ 25 000 000 (circa £ 2 945 709), apparteneva alla Classe Queen Elizabeth, stazzava 31 000 tonnellate, aveva cannoni di quindici pollici e raggiungeva la velocità di 25 nodi (46 km/h). Le navi di questa classe erano le più moderne del loro tempo, formarono il 5º Squadrone di battaglia e combatterono nella battaglia dello Jutland nel 1916. La HMS Malaya venne poi restaurata e restò in servizio per tutta la seconda guerra mondiale.

### Seconda guerra mondiale, invasione giapponese e dissoluzione
L'8 dicembre 1941 cominciò l'invasione della penisola malese da parte delle forze giapponesi. I giapponesi iniziarono l'invasione degli Stati malesi federati attraversando il confine con il Siam a Kroh. Ipoh, la capitale del Perak, cadde il 26 dicembre 1941. Kuala Lumpur, la capitale della Federazione e del Selangor, fu catturata l'11 gennaio 1942. Seremban, la capitale del Negeri Sembilan, cadde due giorni dopo. Kuantan, nello Stato orientale del Pahang venne conquistata il 30 dicembre 1941; la capitale, Kuala Lipis cadde il 7 gennaio 1942. Con la conclusione della battaglia di Gemas il 15 gennaio 1942, l'intera Federazione era in mani giapponesi.
Tutti la penisola e Singapore rimasero occupate fino alla resa del Giappone.

## Scioglimento della Federazione
Dopo la guerra, la Federazione fu sciolta formalmente il 1º aprile 1946 e venne incorporata nell'Unione malese. Questa fu poi sostituita dalla Federazione della Malesia nel 1948, che divenne indipendente nel 1957 e, infine, dall'odierna Malaysia nel 1963.

## Francobolli

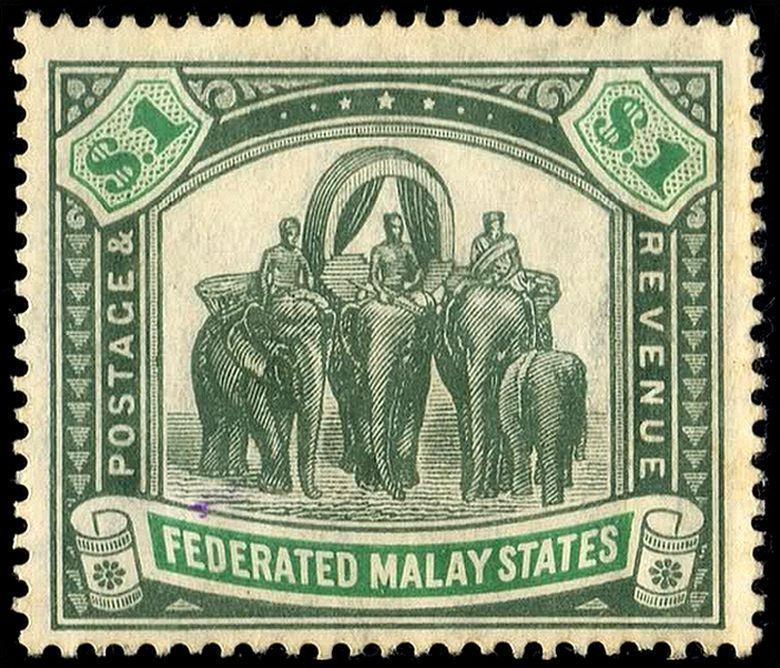
Francobollo emesso dalla Federazione nel 1906.

Nonostante i quattro Stati emettessero da tempo propri francobolli, ci furono problemi per creare un unico sistema di emissione federale.

## Curiosità
Gli Stati malesi federati erano all'interno del percorso di volo dell'aviatrice americana Amelia Earhart che nel 1937 tentò di fare il giro del mondo. Le fu dato il permesso di entrare nello spazio aereo della Federazione e le fu permesso di atterrare all'aeroporto di Taiping il 7 giugno 1937.